# Hysterothylacium increscens
Hysterothylacium increscens is een rondwormensoort uit de familie van de Anisakidae. De wetenschappelijke naam van de soort is voor het eerst geldig gepubliceerd in 1858 door Molin.